# Liste der Nummer-eins-Hits in Bulgarien (2015)
Diese Liste der Nummer-eins-Hits basiert auf den offiziellen Chartlisten (Airplay Top 5 / BG Top 5) der Bulgarian Association of the Music Producers (BAMP), der bulgarischen Landesgruppe der IFPI, im Jahr 2015.
Die Veröffentlichung der Charts wurde nach der Ausgabe vom 26. April ohne Angabe von Gründen eingestellt. Erst ab 2017 gab es wieder Chartlisten aus Bulgarien.

## Singles
| ← 2014 ← | Liste der Nummer-eins-Hits in Bulgarien (Airplay) | Liste der Nummer-eins-Hits in Bulgarien (Airplay)             | Liste der Nummer-eins-Hits in Bulgarien (Airplay)                                         | 2016 →                    |
| \| Zeitraum \| Wo. ges. \| Interpret \| Titel Autor(en) \| Zusätzliche Informationen \| \| (Zeitraum, Wochen auf Platz eins, Interpret, Titel, Autor[en], zusätzliche Informationen) \| \| \| \| \| \| ----------------------------------------------------------------------------------------- \| -------- \| ------------------------------------------------------------- \| ----------------------------------------------------------------------------------------- \| ------------------------- \| \| 24. November 2014 – 4. Januar 2015 6 Wochen (insgesamt 7) \| 7 \| Maroon 5 \| Animals Adam Levine, Johan Schuster, Benjamin Levin \| – \| \| 5. Januar 2015 – 11. Januar 2015 1 Woche \| 1 \| David Guetta feat. Sam Martin \| Dangerous David Guetta, Giorgio Tuinfort, Sam Martin, Jason Evigan, Lindy Robbins \| – \| \| 12. Januar 2015 – 18. Januar 2015 1 Woche (insgesamt 7) \| 7 \| Maroon 5 \| Animals Adam Levine, Johan Schuster, Benjamin Levin \| – \| \| 19. Januar 2015 – 8. Februar 2015 3 Wochen \| 3 \| Кристо feat. Жана Бергендорф / Kristo feat. Zhana Bergendorff \| Играем с теб до края / Igraem s teb do kray \| – \| \| 9. Februar 2015 – 19. April 2015 10 Wochen \| 10 \| Ellie Goulding \| Love Me like You Do Max Martin, Savan Kotecha, Ali Payami, Tove Nilsson, Ilya Salmanzadeh \| – \| \| 20. April 2015 – 26. April 2015 1 Woche \| 1 \| Years & Years \| King Olly Alexander, Emre Turkmen, Michael Goldsworthy, Mark Ralph, Andy Smith \| – \| |                                                   |                                                               |                                                                                           |                           |
| ← 2014 |                                                   |                                                               |                                                                                           | → 2016 →                  |
| Zeitraum | Wo. ges.                                          | Interpret                                                     | Titel Autor(en)                                                                           | Zusätzliche Informationen |
| (Zeitraum, Wochen auf Platz eins, Interpret, Titel, Autor[en], zusätzliche Informationen) |                                                   |                                                               |                                                                                           |                           |
| 24. November 2014 – 4. Januar 2015 6 Wochen (insgesamt 7) | 7                                                 | Maroon 5                                                      | Animals Adam Levine, Johan Schuster, Benjamin Levin                                       | –                         |
| 5. Januar 2015 – 11. Januar 2015 1 Woche | 1                                                 | David Guetta feat. Sam Martin                                 | Dangerous David Guetta, Giorgio Tuinfort, Sam Martin, Jason Evigan, Lindy Robbins         | –                         |
| 12. Januar 2015 – 18. Januar 2015 1 Woche (insgesamt 7) | 7                                                 | Maroon 5                                                      | Animals Adam Levine, Johan Schuster, Benjamin Levin                                       | –                         |
| 19. Januar 2015 – 8. Februar 2015 3 Wochen | 3                                                 | Кристо feat. Жана Бергендорф / Kristo feat. Zhana Bergendorff | Играем с теб до края / Igraem s teb do kray                                               | –                         |
| 9. Februar 2015 – 19. April 2015 10 Wochen | 10                                                | Ellie Goulding                                                | Love Me like You Do Max Martin, Savan Kotecha, Ali Payami, Tove Nilsson, Ilya Salmanzadeh | –                         |
| 20. April 2015 – 26. April 2015 1 Woche | 1                                                 | Years & Years                                                 | King Olly Alexander, Emre Turkmen, Michael Goldsworthy, Mark Ralph, Andy Smith            | –                         |

| ← 2014 ← | Liste der Nummer-eins-Hits in Bulgarien (national) | Liste der Nummer-eins-Hits in Bulgarien (national)                 | Liste der Nummer-eins-Hits in Bulgarien (national) | 2016 →                    |
| \| Zeitraum \| Wo. ges. \| Interpret \| Titel Autor(en) \| Zusätzliche Informationen \| \| (Zeitraum, Wochen auf Platz eins, Interpret, Titel, Autor[en], zusätzliche Informationen) \| \| \| \| \| \| ----------------------------------------------------------------------------------------- \| -------- \| ------------------------------------------------------------------ \| -------------------------------------------- \| ------------------------- \| \| 29. Dezember 2014 – 15. Februar 2015 7 Wochen \| 7 \| Кристо feat. Жана Бергендорф / Kristo feat. Zhana Bergendorff \| Играем с теб до края / Igraem s teb do kray \| – \| \| 16. Februar 2015 – 15. März 2015 4 Wochen \| 4 \| Вензи и Били Хлапето / VenZy & Billy Hlapeto \| Кажи Ми Вече Всичко / Kazhi mi veche vsichko \| – \| \| 16. März 2015 – 22. März 2015 1 Woche \| 1 \| Криско feat. Dim4ou / Krisko feat. Dim4ou \| Златните Момчета / Zlatnite momcheta \| – \| \| 23. März 2015 – 26. April 2015 5 Wochen \| 5 \| Павел и Венци Венц feat. Моисей / Pavell & Venci Venc feat. Moisey \| Единствената / Edinstvenata \| – \| |                                                    |                                                                    |                                                    |                           |
| ← 2014 |                                                    |                                                                    |                                                    | → 2016 →                  |
| Zeitraum | Wo. ges.                                           | Interpret                                                          | Titel Autor(en)                                    | Zusätzliche Informationen |
| (Zeitraum, Wochen auf Platz eins, Interpret, Titel, Autor[en], zusätzliche Informationen) |                                                    |                                                                    |                                                    |                           |
| 29. Dezember 2014 – 15. Februar 2015 7 Wochen | 7                                                  | Кристо feat. Жана Бергендорф / Kristo feat. Zhana Bergendorff      | Играем с теб до края / Igraem s teb do kray        | –                         |
| 16. Februar 2015 – 15. März 2015 4 Wochen | 4                                                  | Вензи и Били Хлапето / VenZy & Billy Hlapeto                       | Кажи Ми Вече Всичко / Kazhi mi veche vsichko       | –                         |
| 16. März 2015 – 22. März 2015 1 Woche | 1                                                  | Криско feat. Dim4ou / Krisko feat. Dim4ou                          | Златните Момчета / Zlatnite momcheta               | –                         |
| 23. März 2015 – 26. April 2015 5 Wochen | 5                                                  | Павел и Венци Венц feat. Моисей / Pavell & Venci Venc feat. Moisey | Единствената / Edinstvenata                        | –                         |